# Tigny-Noyelle
Tigny-Noyelle település Franciaországban, Pas-de-Calais megyében. Lakosainak száma 168 fő (2022. január 1.). Tigny-Noyelle Lépine, Colline-Beaumont, Conchil-le-Temple, Nempont-Saint-Firmin, Nampont és Villers-sur-Authie községekkel határos.

## Népesség
A település népessége az elmúlt években az alábbi módon változott:
| Lakosok száma | 169  | 173  | 174  | 174  | 174  | 174  | 172  | 168  |
|               | 2013 | 2015 | 2017 | 2018 | 2019 | 2020 | 2021 | 2022 |